# Miconia albicans
Miconia albicans é uma espécie de arbusto da família Melastomataceae. É conhecida como canela de velho no Brasil. É nativa da América do Norte,  América Central e América do Sul.

## Descrição física
Miconia albicans é uma pequena árvore de até 3 m de altura, distribuída do sudeste do Brasil ao sul do México, e é abundante em diferentes fisionomias do cerrado brasileiro e áreas recentemente perturbadas.  As flores são de cor creme esverdeada esbranquiçada e de leve cheiro, organizadas em inflorescências. Elas florescem no final da estação seca, com pico em setembro (M. G. G, Camargo e L. P. C. Morellato). Possuem anteras poricidas, exigindo polinização vibratória para liberar grãos de pólen.  Nesta espécie, grãos de pólen e visitantes florais raramente são observados; os frutos são produzidos por apomixia obrigatória.
Os frutos são bagas pequenas, com 7,5 mm de largura e 5,9 mm de comprimento, com uma média de 34 sementes por fruto; as sementes têm 0,72 mm de largura e 1,02 mm de comprimento . A polpa dos frutos maduros é composta principalmente por água (76,6%), açúcares (13,4%) e proteínas (2,17%).  As frutas são organizadas em infrutescências. Com base no tamanho e na cor do fruto, três estágios podem ser distinguidos durante o desenvolvimento do fruto: (1) frutos imperceptíveis, cinza-esverdeados, inicialmente verdes; (2) frutos verdes avermelhados em um estágio intermediário; (3) e frutos maduros, verdes e totalmente expandidos. Os frutos verdes intermediários (“não maduros”) e os frutos maduros têm um cálice vermelho persistente. Os frutos maduras estão disponíveis principalmente no início da estação chuvosa, com pico em novembro.

## Biologia e ecologia
Os frutos são uma importante fonte de alimento consumido por diferentes espécies de aves, principalmente generalistas,  marsupiais Gracilinanus spp.,  e frutos caídos também são coletados por formigas. Não há informação na literatura se frutas não maduras são consumidas por pássaros.
Os pássaros se alimentam dos frutos da Miconia albicans e dispersam suas sementes.

## Uso medicinal
Esta planta Miconia albicans sob o nome popular de canela de velho é muito conhecida e utilizada na medicina popular do Brasil para tratar artrite, artrose e dores nas articulações por sua ação anti-inflamatória.
Estudos indicaram potencial atuação da Miconia albicans como antioxidante, tendo ação antimicrobiana  e ação analgésica  e anti-inflamatória. 

## Sinonímias
Sinônimos taxonômicos para Miconia albicans inclui:
- Melastoma albicans Sw.
- Acinodendron albicans (Sw.) Kuntze
- Chitonia albicans (Sw.) D. Don ex G. Don

## Galeria de imagens

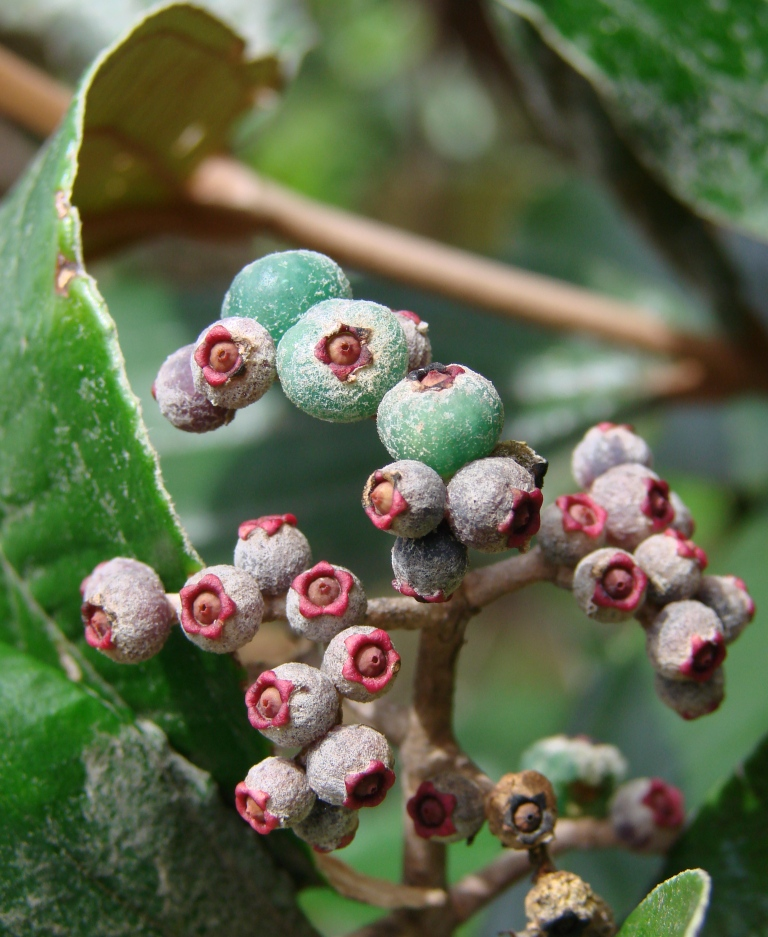
Miconia albican frutos
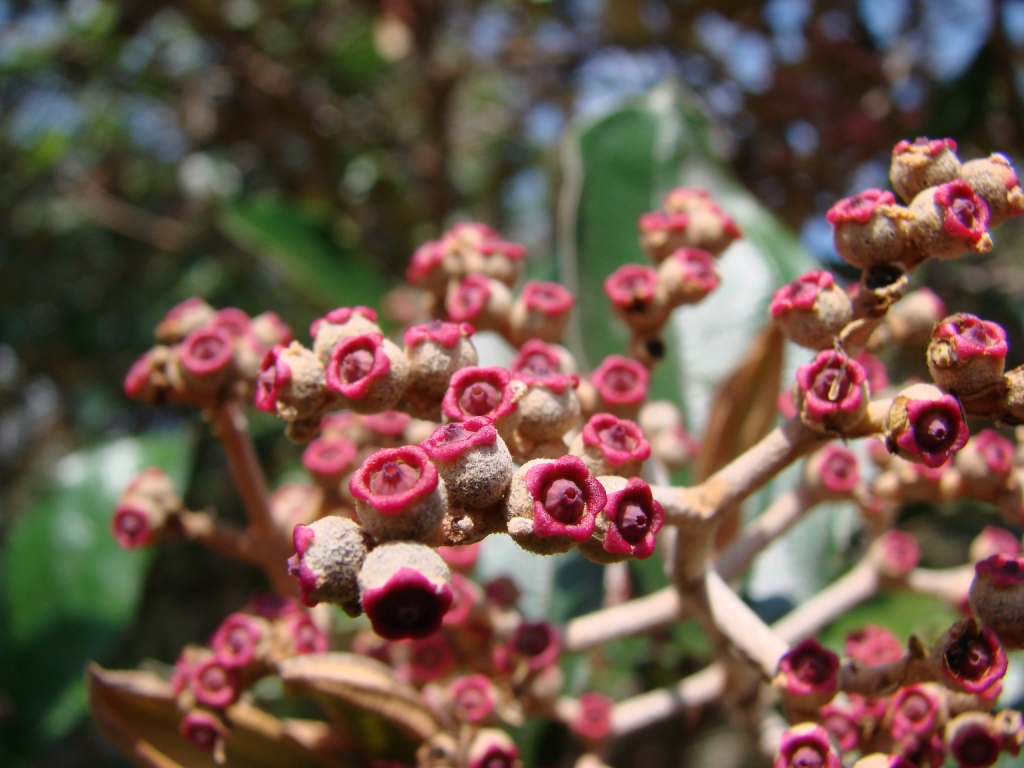
Miconia albican frutos maduros
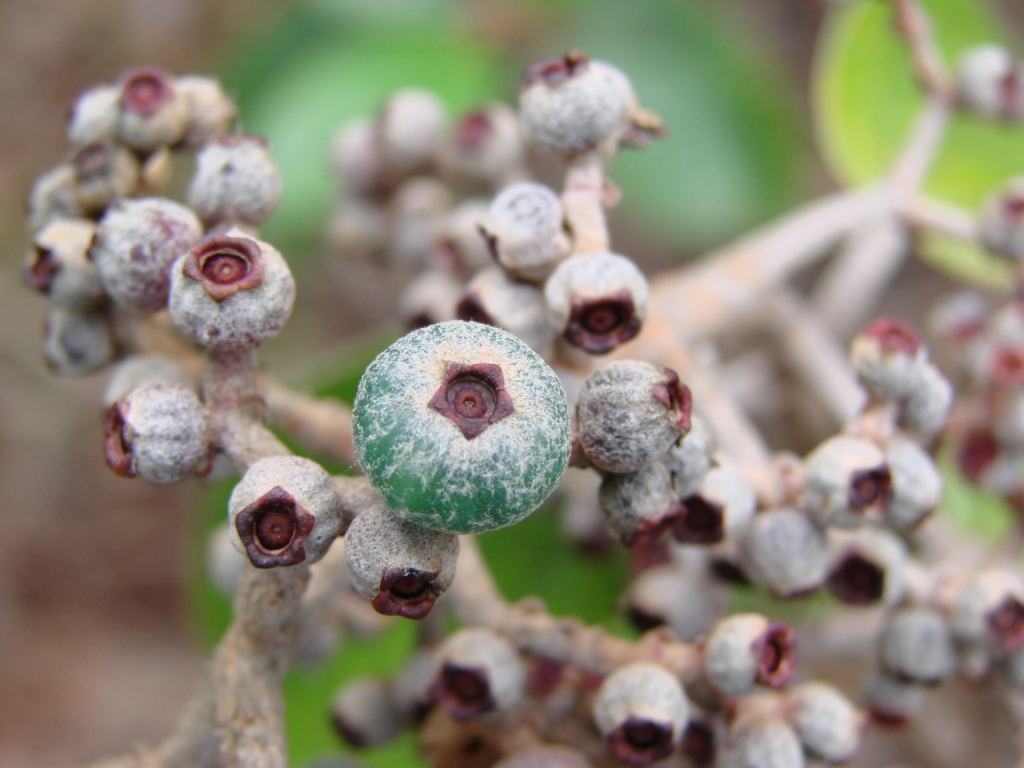
Miconia albican frutos
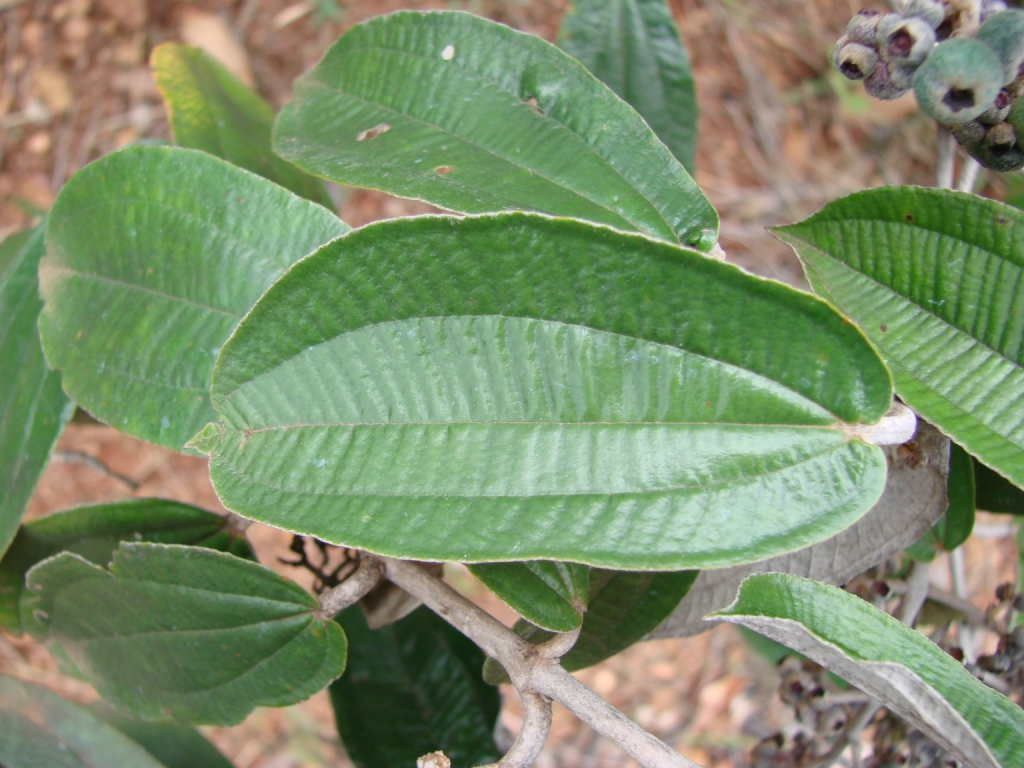
Miconia albican folhas
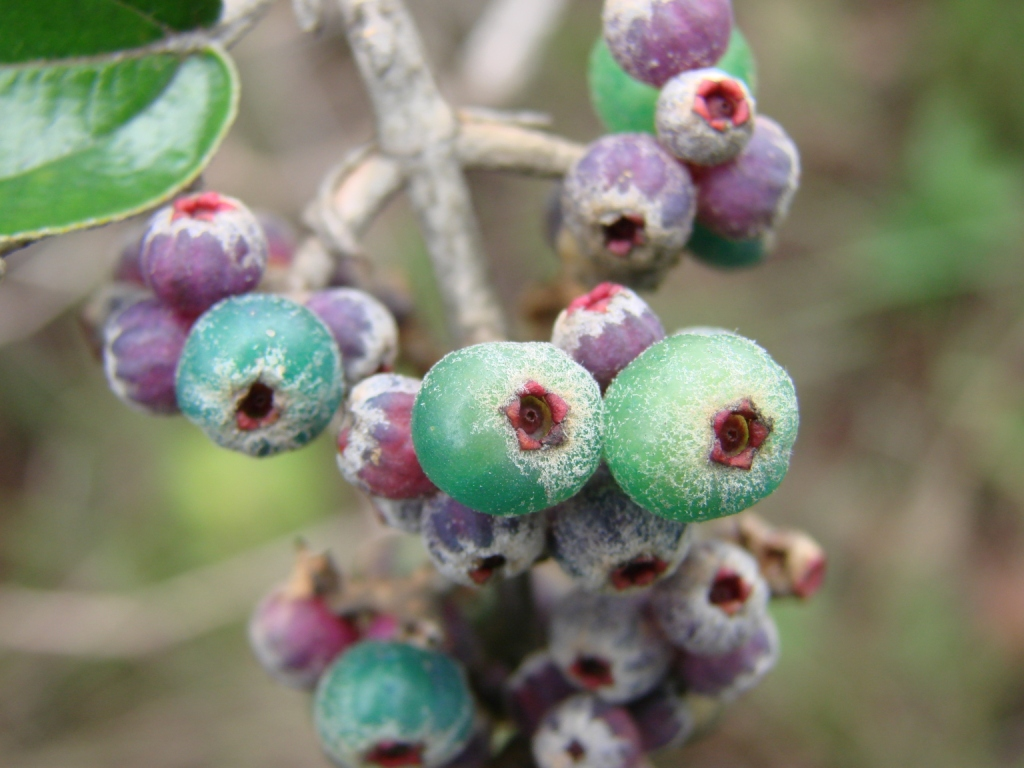
Miconia albican frutos
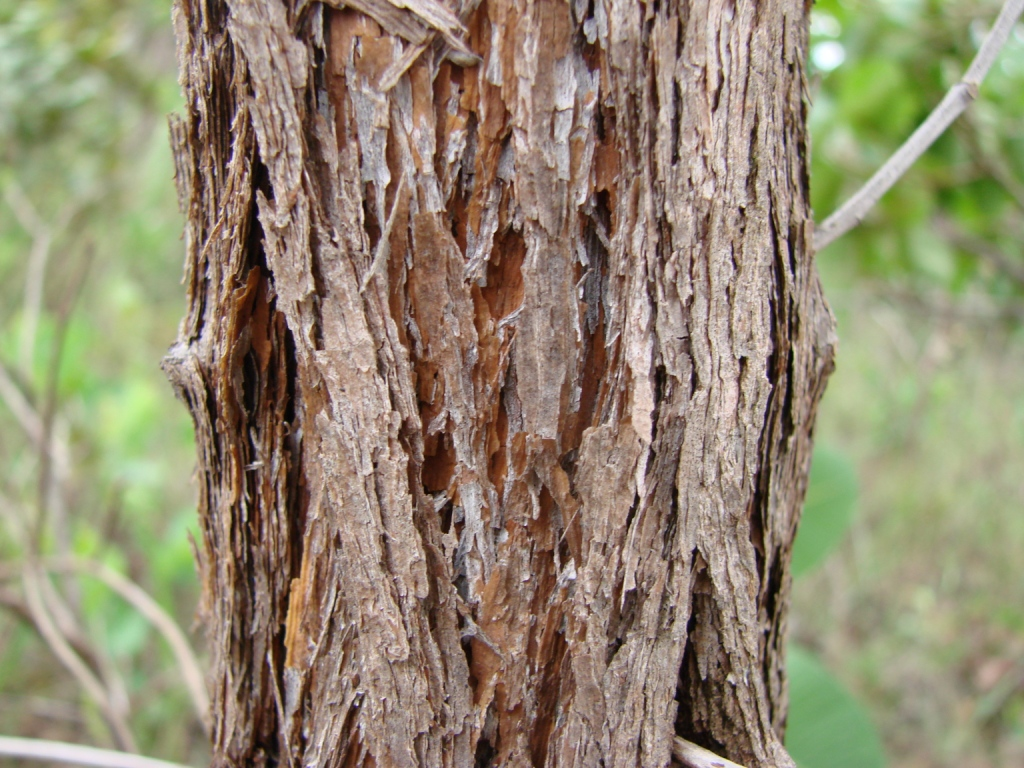
Miconia albican tronco
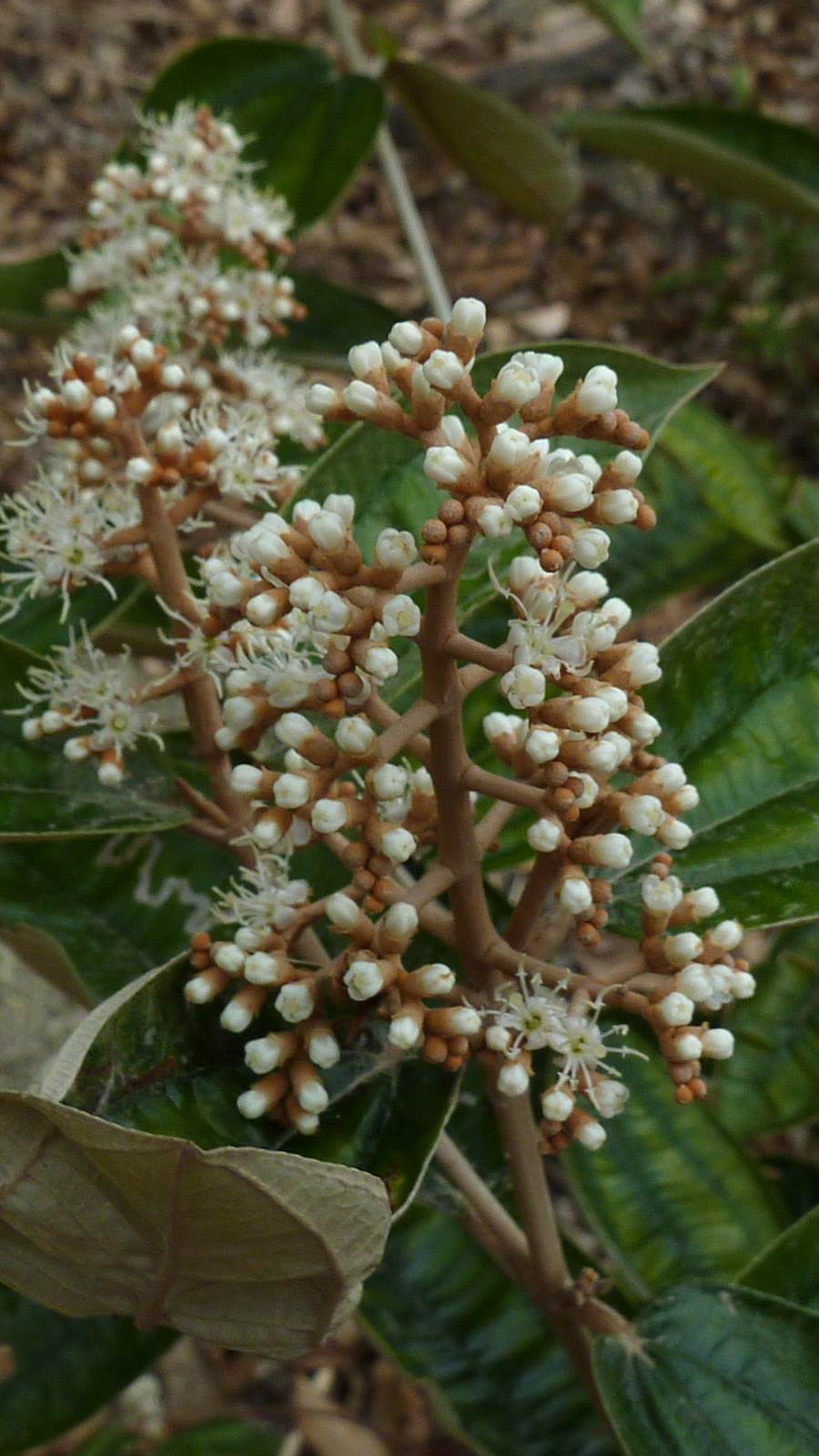
Miconia albican flores
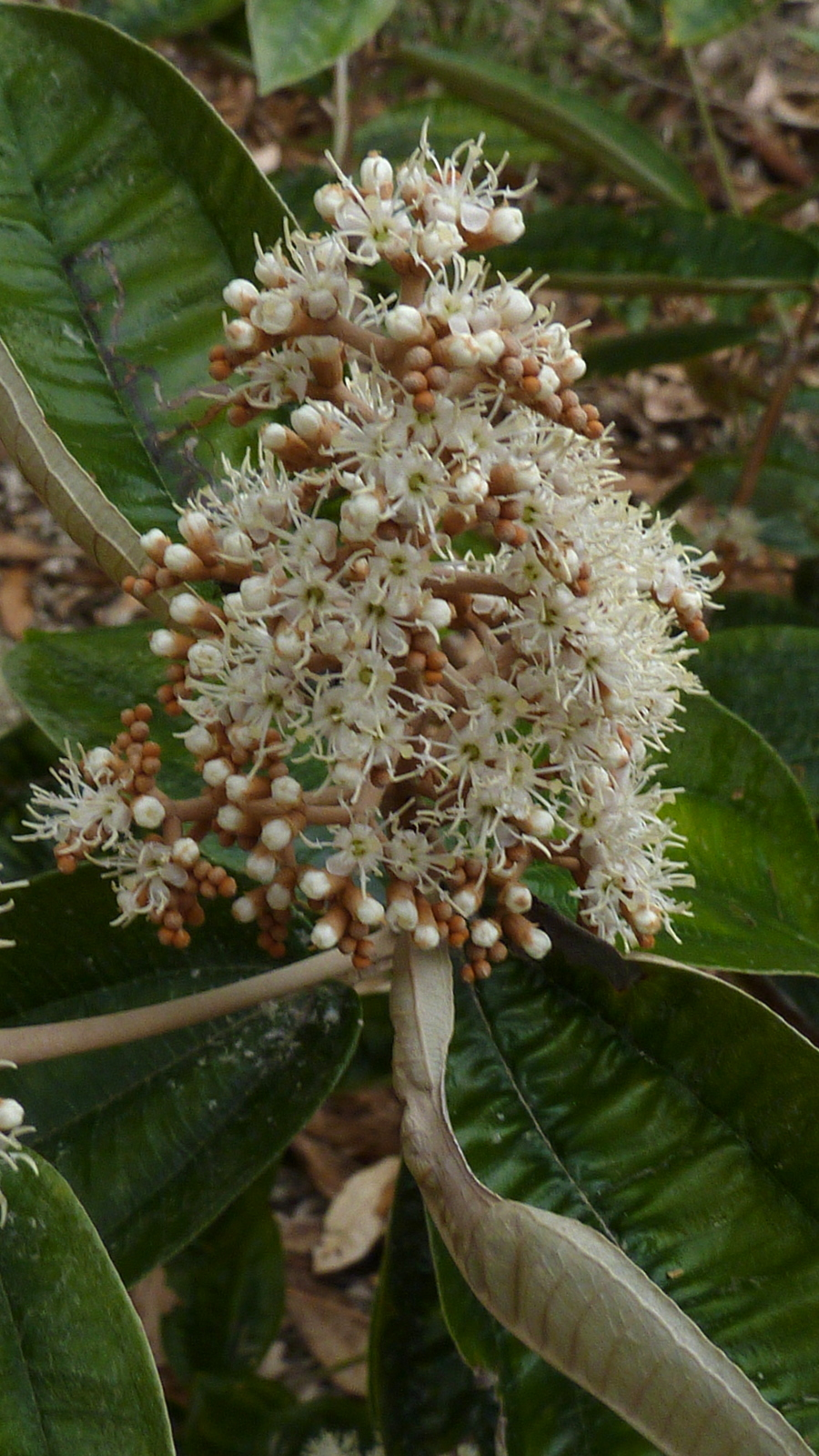
Miconia albican flores